# خواجة
خواجة (الجمع: خواجات) كلمة فارسية تأتي بمعنى سيد أو أستاذ أو معلم.

## أصل الكلمة
«خواجة»، كما جاء رسمها في المصادر العربية والفارسية، كلمة فارسية لها عدة معان متقاربة منها: المتقدم في السن، والرئيس، والعزيز، والمعظم، والغني، والحاكم، كما في قاموس لغات برهان قاطع. ينطقها الإيرانيون «خاجه».

## معانيها
ومنها كلمة «خوجة» التركية بمعنى «أستاذ» وقد تطلق للتكريم «خوجة أفندي»، وفي زمن الدولة العثمانية كانت تستخدم بمعنى السيد لغير المسلم، ثم انحصر استخدامه في العصر العثماني المتأخر بمشايخ الكتاتيب الذين كانوا يعلمون الصبية القران. وفي العامية السورية تستعمل بحذف الواو «خجه» بمعنى معلمة الأطفال وبالعامية المصرية بمعنى «مدرس»، وذكر أحمد أمين أن للكلمة دلالة أخرى في اللسان المصري حيث أنها تشير إلى «أوروبي يلبس بدلة وبرنيطة». ولها معنى مشابه في بلاد الخليج. في العامية المصرية الحديثة، تعني الأجنبي، خصوصا ذو الأصول الأوروبية.